# Кортенова
Кортенова (итал. Cortenova) — коммуна в Италии, располагается в регионе Ломбардия, в провинции Лекко.
Население составляет 1254 человека (2008 г.), плотность населения составляет 114 чел./км². Занимает площадь 11 км². Почтовый индекс — 22040. Телефонный код — 0341.
Покровителями коммуны почитаются святые мученики Гервасий и Протасий, празднование 19 июня.

## Демография
Динамика населения:

## Администрация коммуны
- Официальный сайт: http://www.comune.cortenova.lc.it/